# Bolívia nos Jogos Olímpicos de Verão de 1992
A Bolívia competiu nos Jogos Olímpicos de Verão de 1992 em Barcelona, Espanha.

## Resultados por Evento

### Atletismo
5.000 m masculino
- Policarpio Calizaya
  - Eliminatórias — 15:02.02 (→ não avançou)

10.000 m masculino
- Policarpio Calizaya
  - Eliminatórias — 30:27.01 (→ não avançou)

Maratona masculina
- Juan Camacho — 2:26.01 (→ 57º lugar)

200 m feminino
- Jacqueline Soliz
  - Eliminatórias — não avançou

400 m feminino
- Jacqueline Soliz
  - Eliminatórias — não avançou

10.000 m feminino
- Sandra Cortez
  - Eliminatórias — não começou (→ não avançou)

Revezamento 4x400 m feminino
- Jacqueline Soliz, Sandra Antelo, Gloria Burgos, e Moré Galetovic
  - Eliminatórias — não avançou

### Ciclismo
Competição masculina
- Pedro Vaca

### Judô
Competição masculina
- Erick Bustos
- Carlos Noriega

### Natação
200 m livre masculino
- Luis Héctor Medina
  - Eliminatórias – 2:00.87 (→ não avançou, 46º lugar)

400 m livre masculino
- Luis Héctor Medina
  - Eliminatórias – 4:11.77 (→ não avançou, 41º lugar)

100 m borboleta masculino
- Luis Héctor Medina
  - Eliminatórias – 1:01.14 (→ não avançou, 63º lugar)

50 m livre feminino
- Paola Peñarrieta
  - Eliminatórias – 29.71 (→ não avançou, 48º lugar)

100 m livre feminino
- Paola Peñarrieta
  - Eliminatórias – 1:04.08 (→ não avançou, 47º lugar)

200 m livre feminino
- Paola Peñarrieta
  - Eliminatórias – 2:15.74 (→ não avançou, 37º lugar)

### Tiro
Competição masculina
- Fernando Gamarra